# Sunny Day Sunday
A Sunny Day Sunday a Sentimental Bus japán együttes negyedik kislemeze, amely 1999. augusztus 4-én jelent meg az Epic Records Japan kiadó jóvoltából. A dal a negyedik helyen mutatkozott be az Oricon eladási listáján, ezzel a zenekar legsikeresebb lemezének bizonyult. A Pocari Sweat üdítőital egyik 1999-es reklámjában, valamint a Guitar Freaks 3rd Mix, a Percussion Freaks 3rd Mix, a Drum Mania 2nd Mixtől a 5th Mixig és a Taiko no tacudzsin 6 videojátékokban is felcsendül.

## Számlista
1. Sunny Day Sunday (2:31)
Dalszöveg: Akaba Nacujo, zene: Szuzuki Akinori, hangkeverés: Sentimental Bus, Hoppy Kamijama
2. Hanabi (花火?) (5:05)
Dalszöveg: Akaba Nacujo, zene: Szuzuki Akinori, hangkeverés: Sentimental Bus, Hoppy Kamijama

## Közreműködők

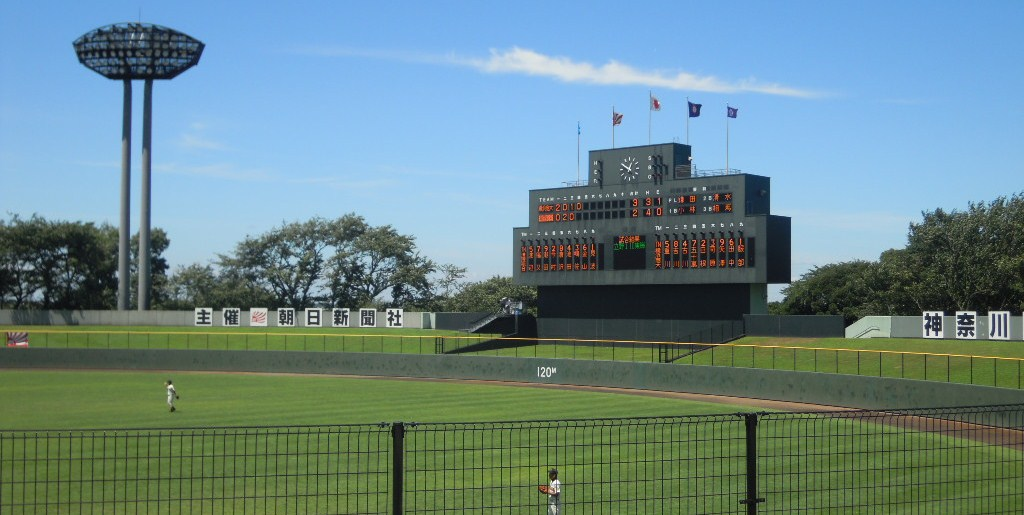
A kislemez borítóján a Hodogaja baseballstadion eredményjelzőtáblája előtt pózolnak az együttes tagjai. (A fényképen már a felújított eredményjelző látható)

| Sentimental Bus - Akaba Nacujo: gitár, ének - Szuzuki Akinori: billentyűsök | Egyéb közreműködők - Kometaro Nakamura: basszusgitár - Rolly Teranisi: gitár - Tosio Araki: trombita - Tecu Mukaijama: dobok - Hoppy Kamijama - Szaito Neko String Group |

## Feldolgozások
- 2008-ban a Mi az I Love Music: Mi Best Collection című lemezén is hallható.
- 2010-ben a Scandal R-Girl’s Rock! című feldolgozásalbumára is felkerült.